# Rakovice (okres Piešťany)
Rakovice jsou obec na Slovensku, v okrese Piešťany v Trnavském kraji. Žije zde 620 obyvatel. První písemná zmínka o obci pochází z roku 1262.
V obci se nachází římskokatolický kostel svatého Cyrila a Metoděje.

## Osobnosti
- Peter Dubovský, římskokatolický pomocný biskup banskobystrické diecéze, se narodil v Rakovicích v roce 1921.